# Emil Epstein
Emil Epstein (geboren 19. August 1875 in Wien; gestorben 25. Februar 1951 ebenda) war ein österreichischer Pathologe.

## Leben
Epsteins Vater war Arzt und vom Judentum zum christlichen Glauben konvertiert. Nach der Matura in Wien studierte Emil Epstein bis 1900 an der Universität Wien Medizin und wurde im selben Jahr promoviert. 1906 wurde er Volontär am Universitätslaboratorium in Wien, 1908 wechselte er an das Serotherapeutische Institut in Wien, 1909 arbeitete er auf der Serodiagnostischen Station der Prosektur an der Rudolfstiftung in Wien.

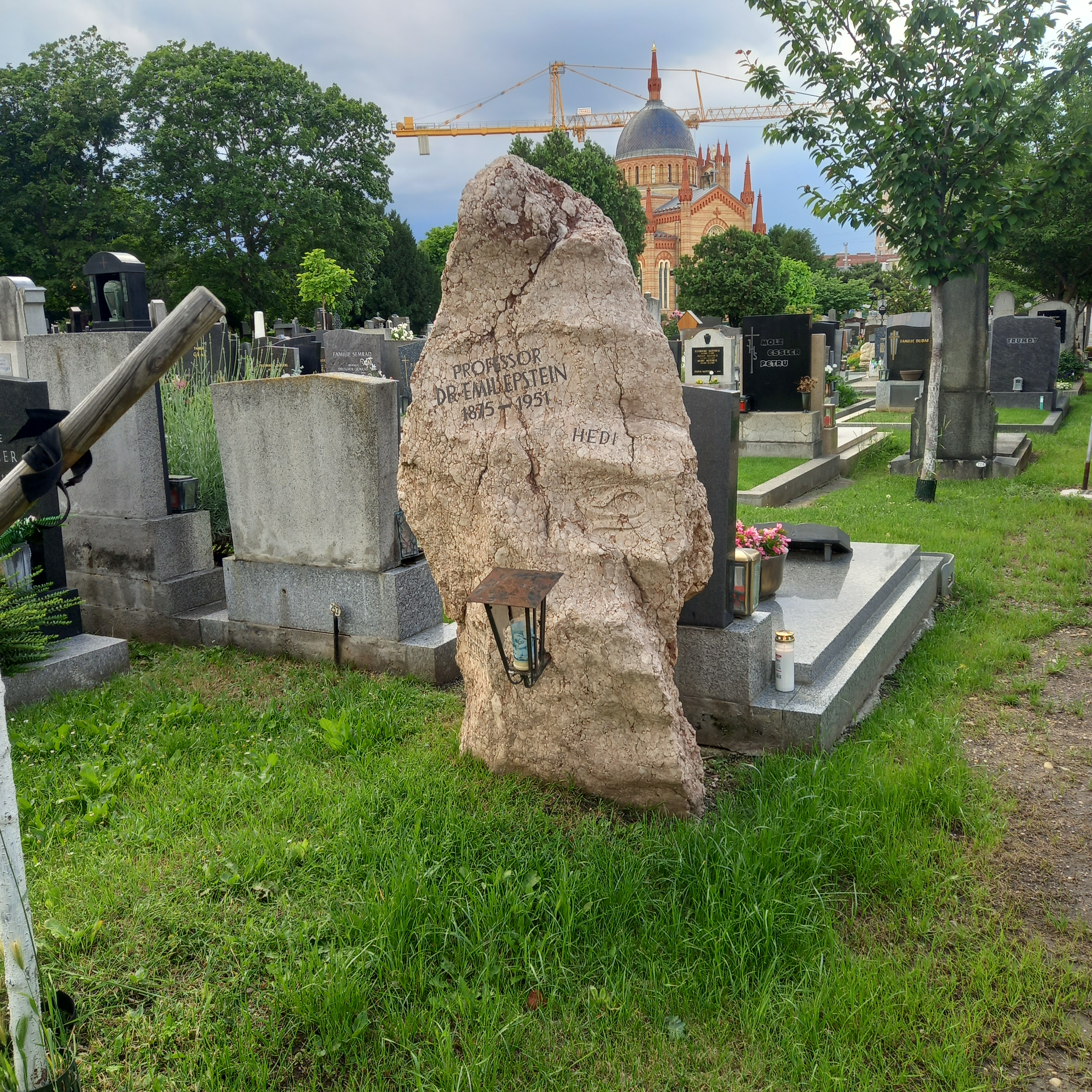
Das Grab von Emil Epstein und seiner Ehefrau Hedi auf dem Matzleinsdorfer Evangelischen Friedhof in Wien

Im Ersten Weltkrieg leistete Epstein Kriegsdienst als Arzt beim Malteserorden und anschließend als Adjunkt der Prosektur am Kaiser-Franz-Josef-Spital in Wien. Nach dem Krieg leitete er dann seit 1919 die Serodiagnostische Stationen der Prosekturen am Rudolfs- und am Kaiser-Franz-Josef-Spital in Wien. 1920 wurde er zusätzlich Facharzt für praktisch-medizinische Laboruntersuchungen bei der Staatsbahndirektion Wien. 1926 wurde Epstein habilitiert.
Nach dem sogenannten „Anschluss“ Österreichs an das Deutsche Reich, wandte er sich in einem Ausnahmegesuch an den „Stellvertreter des Führers“, in dem er auf seine völkisch-nationalen Aktivitäten und sein Sympathisieren mit der nationalsozialistischen Bewegung verwies. Das zuständige Ministerium legte Epstein dennoch nahe, seine Venia legendi zurückzugeben. Dem folgte Epstein. 1939 wurde er von der Universität Wien entlassen. Er arbeitete anschließend als Allgemeinpraktiker und am Medizinischen Laboratorium Wien.
Nach 1945 kehrte Epstein an die Universität Wien zurück, 1950 wurde ihm der Titel außerordentlicher Professor verliehen.

## Veröffentlichungen (Auswahl)
- Hrsg.: Vorlesungen über Balneologie geh. an der Wiener Universität von Prof. Dr. Conrad Clar. F. Deuticke, Leipzig & Wien 1907.
- mit E. Pribram: Studien über die hämolysirende Eigenschaft der Blutsera. Wirkung des Sublimats auf die complexe Hämolyse durch Immunserumund die Wassermann'sche Reaction. In: Zeitschrift für experimentelle Pathologie und Therapie. Bd. 7 (1909), S. 549–555.
- Über die Darstellbarkeit polgefärbter (pestbazillenähnlicher) Stäbchen bei verschiedenen Bakterienarten. Die Polfärbbarkeit als vitale, durch Bakterienwachstum in wasserreichen Nährmedien bedingte Erscheinung. In: Zeitschrift für Hygiene und Infektionskrankheiten. Bd. 90 (1921), Heft 4, S. 136–154.
- Ueber Organextrakte und ihre wirksamen Bestandteile für die Seradiagnose der Syphilis. In: Deutsche medizinische Wochenschrift. Bd. 48 (1922), Nr. 49, S. 1648f.
- Über die ursächliche Bedeutung der chemischen Veränderungen für die Pathologie des Gehirns bei Niemann-Pickscher Krankheit. Beziehungen zwischen Niemann-Pickscher Krankheit und infantiler amaurotischer Idiotie (Typus Tay-Sachs). In: Virchows Archiv. Bd. 284 (1932), Nr. 3, 1. Juni 1932, S. 867–879.
- mit Ludo van Bogaert und Hans Joachim Scherer: Une forme cérébrale de la cholestérinose généralisée (type particulier de lipidose à cholestérine). Masson. Paris 1937.